# Frères de saint-Joseph-Benoît Cottolengo
Les Frères de saint-Joseph-Benoît Cottolengo (en latin congrégation Fratrum a Sancto Benedicto Iosepho Cottolengo) forment une congrégation laïque masculine hospitalière de droit pontifical.

## Historique
La congrégation vient des Frères de saint Vincent de Paul fondée en 1833 par Joseph-Benoît Cottolengo (1786-1842) pour les soins infirmiers des hommes de la Petite Maison de la Divine Providence à Turin.
Luigi Anglesio, premier successeur de Cottolengo, rédige des constitutions qui sont à nouveau modifiées en 1883 par Domenico Bosso, successeur de Luigi Anglesio, pour être plus proches de l'esprit du fondateur. En 1948, les frères sont agrégés à l'ordre des Frères mineurs. Le 30 avril 1965, la congrégation reçoit le décret de louange.
Un frère de cette congrégation, Louis Bordino, est béatifié le 2 mai 2015.

## Activités et diffusion
Les frères se consacrent aux soins des malades, aux personnes handicapées, aux personnes âgées, aux sans-abri et aux prisonniers.
Ils sont présents en :
- Italie, Équateur, Kenya, Inde.

Au 31 décembre 2008, la congrégation comptait 61 religieux dans 11 maisons.

## Source
- (it) Cet article est partiellement ou en totalité issu de l’article de Wikipédia en italien intitulé « Fratelli di San Giuseppe Benedetto Cottolengo » (voir la liste des auteurs).